# バンバラマメ
バンバラマメ（Vigna subterranea）はササゲ属の植物の1種。西アフリカ原産で、ラッカセイのように地中に豆をつける。

## 名称
英名にはBambara groundnut、Bambara-bean、Congo goober、ground-bean、hog-peanut、earth pea、jugo beansなどがある。
バンバラ語では 'tiganingɛlɛn・tiganinkurun と呼ばれ、"少し固い落花生"を意味する（"落花生"は tiga）。マダガスカル語ではvoanjobory と呼ばれ、これは"丸い落花生"を意味する。
その他アフリカの諸言語では以下のような呼び名がある。
ガーナ:
- エウェ語: azi nogui
- ガ語: Akwei

ナイジェリア:
- アンクェー語 (別名: ゴエマイ語): kwam
- イボ語: okpa, okpa otuanya
- カヌリ語: ngangala
- ヨルバ語: epi roui

ナイジェリアなど数ヶ国:
- ハウサ語: gurjiya, kwaruru, juijiya

ザンビア:
- カオンデ語: katoyo
- ベンバ語: ntoyo

ザンビア/ジンバブエ:
- ショナ語: nyimo

ザンビア/ジンバブエ/ナミビア:
- ロジ語: lituu

ジンバブエ/モザンビーク/南アフリカ共和国:
- ツォンガ語: tindluwa (シャンガーン)

アンゴラ:
- クワニャマ語 (別名: Oshiwambo): ofukwa

エスワティニ:
- スワジ語: tindlubu

国不明:
- スワヒリ語: njugumawe, njugu
- 「トンガ語」[注 1]: bwiila
- ンデベレ語: ndlubu

マレー語では"kacang poi"と呼ばれるが、これはマレー半島南部で食される料理"kacang pool"とは異なる。インドネシアでは、ボゴールで栽培されているため、"kacang bogor"（ボゴールの落花生）と呼ばれる。

## 生態
理想的な環境下で、生活環の完了には120-150日かかる。植えてから40–60日で閉鎖花をつけ、自家受粉する。受粉から30日で莢が成熟、その後55日で種子も成熟する。30日ごとに新たな花をつける。

## 農業

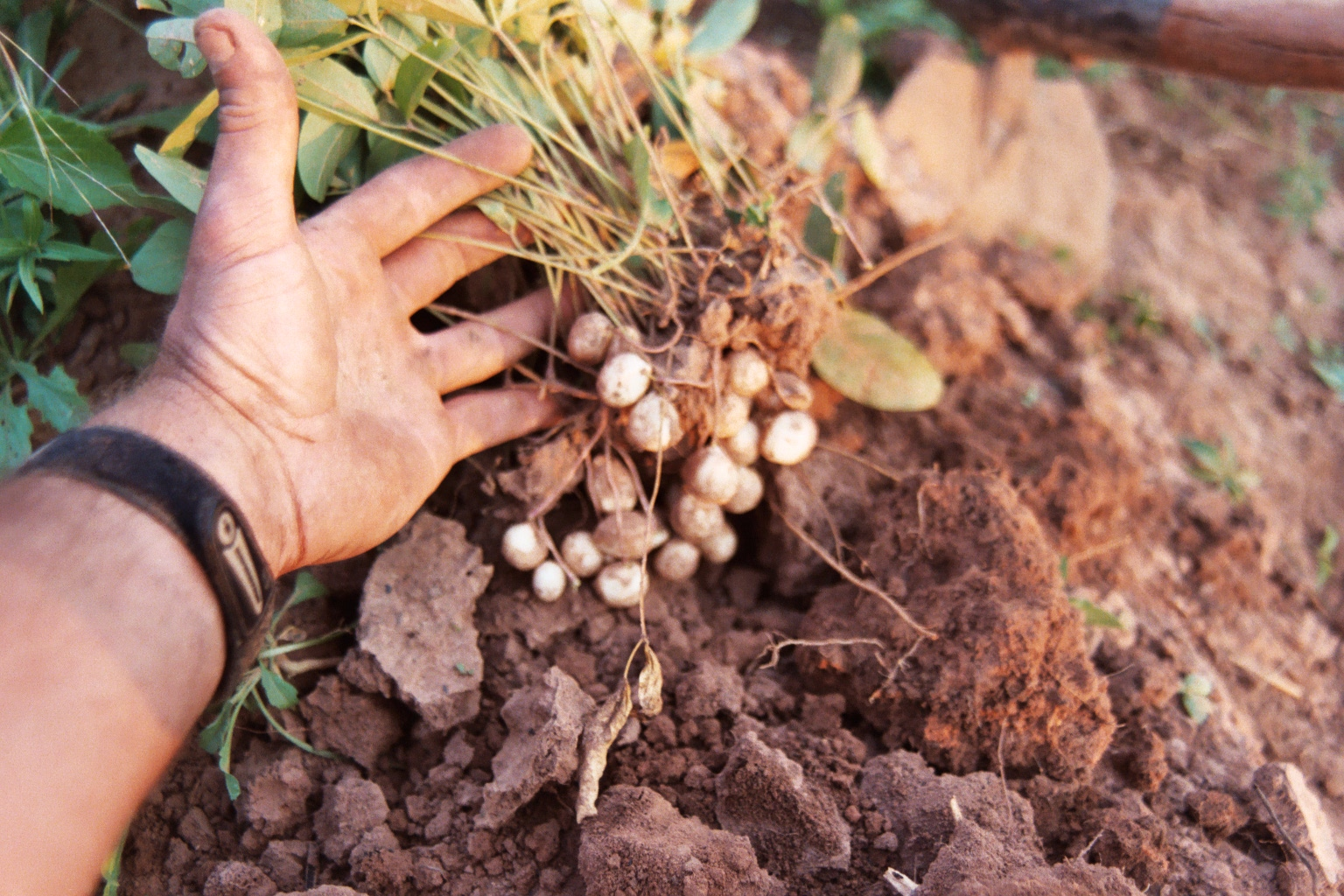
収穫される豆

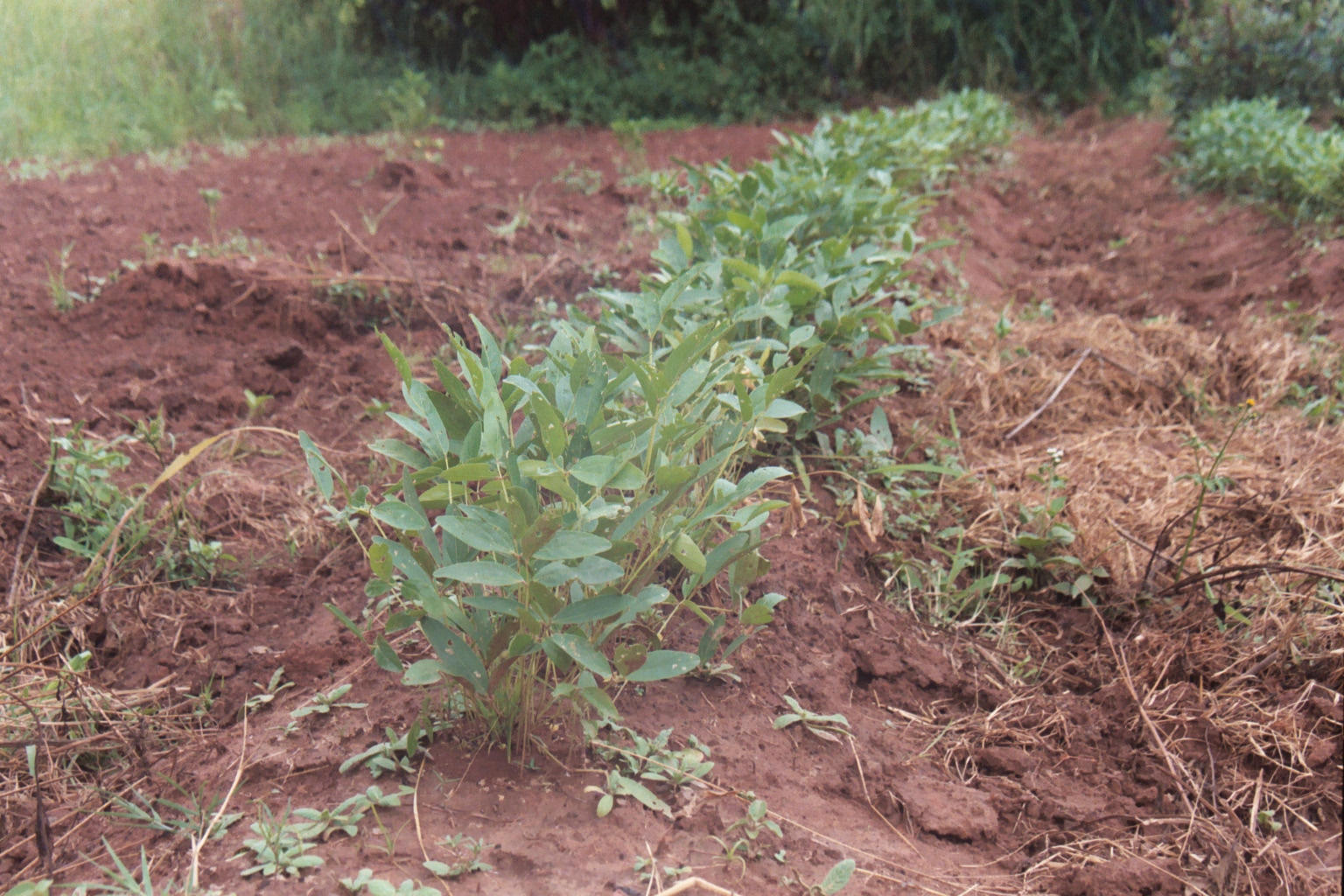
栽培される姿

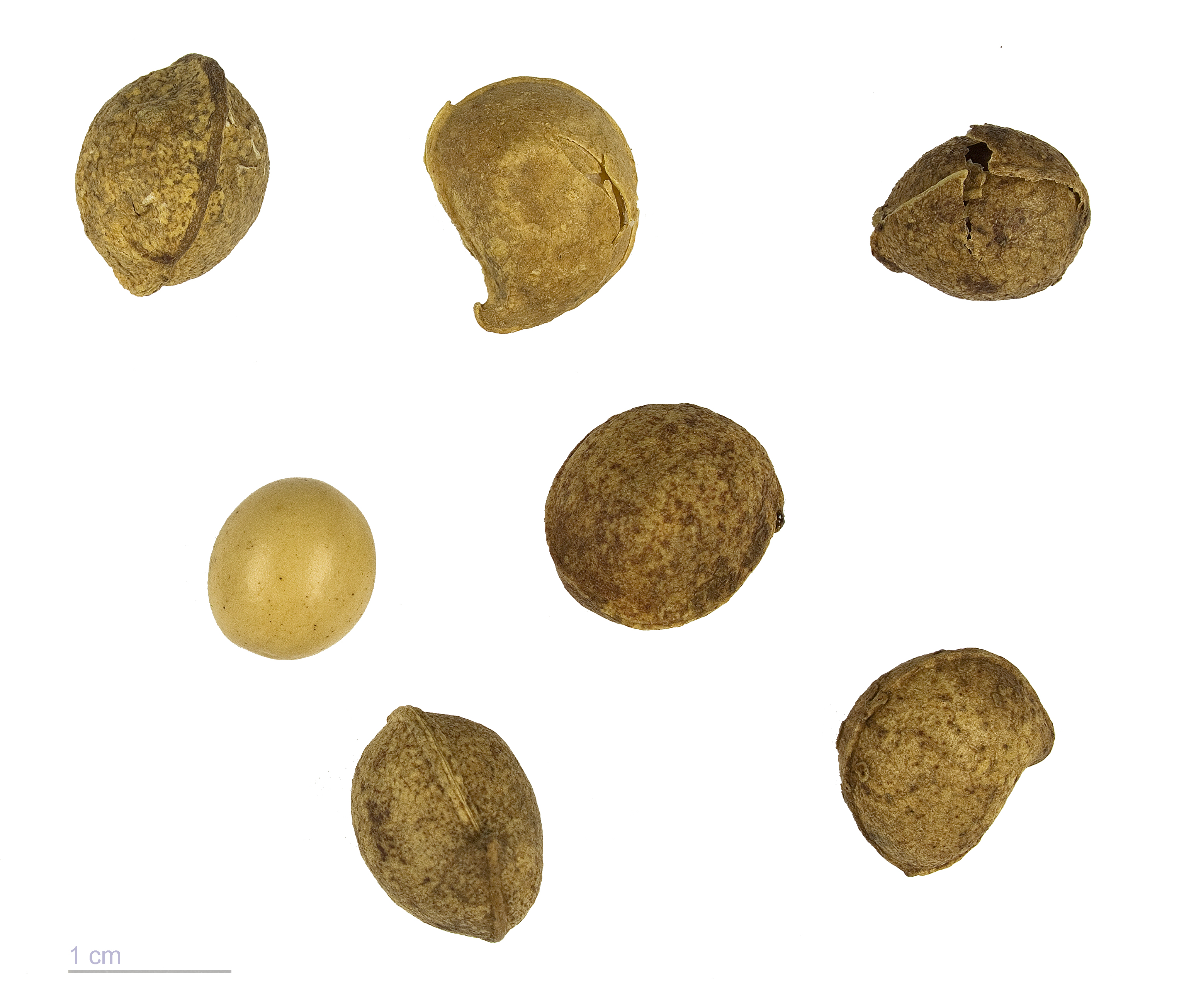
種子 - MHNT

西アフリカ原産。サブサハラアフリカの熱帯域で栽培される。
アフリカの半砂漠地帯においては、3番目に重要な豆類である。高温に耐性があり、他の豆類が生育しないような土壌でも栽培可能である。僅かな土のみでも生育し、栄養価も高く、65%が炭水化物、18%がタンパク質である。これらの理由から、降水量が乏しい、または不安定な地域でも、収穫が完全に失敗するリスクを抑えることができる。タンパク質が豊富であることは、動物性蛋白を得られないアフリカの貧しい人々にとって重要であることも意味している。このような利点にもかかわらず、ベニンなどの国では未だマイナーな作物（Neglected and underutilized crop）の地位にある。
種子はタンパク質が豊富で、食用や飲料に用いられるだけでなく、消化器系の薬として利用されることもある。窒素固定を行うため、緑肥としても利用できる。西アフリカでは、塩を振って炒ることで軽食として食べたり、他の豆同様に茹でて食べたりする。

### 栽培
水分を保たない砂質の土壌が適する。土の深さは50-100 cmで、肥沃でない方がよい。pHは5-6.5の範囲が適し、4.3以下や7以上では生育に支障がある。
最も栽培に適する緯度は20-30°で、乾季のある熱帯から亜熱帯（サバナ気候から地中海性気候）がよい。温度は19-30℃で、16℃以下、38℃以上での栽培は難しい。旱魃には強い耐性があり、必要な年間降水量は最低で300 mm、栽培に適するのは750-1400 mmで、3000 mmを超えると栽培は難しい。
栽植密度は6-29本/m2と幅があり、例えば、コートジボワールのサバンナでは単位収量が最も多いが、ここでは25本/m2の密度で植えられる。
単作も行われるが、モロコシ・キビ・トウモロコシ・ラッカセイ・ヤム・キャッサバなどの間作作物としての利用が主であるため肥料が与えられることは少ない。収穫時には葉:種子が75:81の割合で畑から除去されているが、これを元素に換算すると、925 kgの葉と1000 kgの種子を収穫することで55.7 kgの窒素、26.2 kgのカリウム、25.1 kgの炭素、7.8 kgのリン、6.6 kgのマグネシウムを畑から除去していることになる。窒素は根粒細菌を通じて大気中から自給できる豆類であるため肥料を与える場合にはリンが最も重要となり、ナイジェリアのヨラでの研究では五酸化二リンの形で60 kg/ha程度が最適だった。

### 生産
全世界での生産量は1972年の29800トンから2005年には79155トンに増加しているが、栽培作物としての研究は未だ行われておらず、単位収量は伸びていない。
| 生産量（2013年）(Source FAOSTAT) | 作付面積 (Ha) | 単位収量 (kg/ha) | 生産量 (t) |
| -------------------------------- | ------------- | ---------------- | ---------- |
| マリ                             | 120,000       | 9,498            | 113,981    |
| ニジェール                       | 68,000        | 4,412            | 30,000     |
| ブルキナファソ                   | 55,000        | 8,909            | 49,000     |
| カメルーン                       | 43,392        | 8,444            | 36,639     |
| コンゴ民主共和国                 | 4,828         | 750              | 14,000     |
| 全世界                           | 315,392       | 7,724            | 243,620    |

### 病原体
病害はあまり重要な問題とはみなされていないが、次のような病原体が報告されている。
- 褐斑病 (Cerscospora canescens & Phyllosticta voandzeia)
- うどんこ病 (Erysiphe sp.)
- 立枯病 (Fusarium sp.)
- 葉枯病  (Phomopsis sp.)
- 菌核病 (Sclerotium rolfsii)

他の病害虫としては次のようなものがある。
- アブラムシ (Aphis sp.)
- アズキゾウムシ (Callosobruchus sp.)
- ウンカの一種 (Hilda patruelis アリヅカウンカ科)
- シロアリ
- ジャワネコブセンチュウ (Meloidogyne javanica)
- 齧歯類
- 寄生植物 (Alectra vogelii ・Striga gesnerioides)